# Kanton Beaune-la-Rolande
Der Kanton Beaune-la-Rolande war von 1790 bis 2015 ein französischer Wahlkreis im Arrondissement Pithiviers, im Département Loiret und in der Region Centre-Val de Loire; sein Hauptort war Beaune-la-Rolande.
Der Kanton Beaune-la-Rolande war 224,84 km² groß und hatte 10.517 Einwohner (Stand 2012).
Der Kanton Beaune-la-Rolande gehörte von 1800 bis 1926 zum Arrondissement Pithiviers. Die Gebietsreform von 1926 schlug ihn dem Arrondissement Montargis zu. Die erneute Reform von 1942 machte die Änderung wieder rückgängig.

## Gemeinden
Der Kanton umfasste Wahlberechtigte aus 18 Gemeinden:
| Gemeinde              | Einwohner Jahr | Fläche km² | Bevölkerungsdichte | Code INSEE | Postleitzahl |
| --------------------- | -------------- | ---------- | ------------------ | ---------- | ------------ |
| Auxy                  | 956 (2013)     | 20,28      | 47 Einw./km²       | 45018      | 45340        |
| Barville-en-Gâtinais  | 325 (2013)     | 10,29      | 32 Einw./km²       | 45021      | 45340        |
| Batilly-en-Gâtinais   | 423 (2013)     | 10,32      | 41 Einw./km²       | 45022      | 45340        |
| Beaune-la-Rolande     | 1986 (2013)    | 20,55      | 97 Einw./km²       | 45030      | 45340        |
| Boiscommun            | 1124 (2013)    | 16,06      | 70 Einw./km²       | 45035      | 45340        |
| Bordeaux-en-Gâtinais  | 116 (2013)     | 9,46       | 12 Einw./km²       | 45041      | 45340        |
| Chambon-la-Forêt      | 934 (2013)     | 17,16      | 54 Einw./km²       | 45069      | 45340        |
| Courcelles-le-Roi     | 282 (2013)     | 6,3        | 45 Einw./km²       | 45110      | 45300        |
| Égry                  | 362 (2013)     | 7,39       | 49 Einw./km²       | 45132      | 45340        |
| Gaubertin             | 273 (2013)     | 7,29       | 37 Einw./km²       | 45151      | 45340        |
| Juranville            | 461 (2013)     | 15,23      | 30 Einw./km²       | 45176      | 45340        |
| Lorcy                 | 557 (2013)     | 16,75      | 33 Einw./km²       | 45186      | 45490        |
| Montbarrois           | 286 (2013)     | 6,01       | 48 Einw./km²       | 45209      | 45340        |
| Montliard             | 216 (2013)     | 8,99       | 24 Einw./km²       | 45215      | 45340        |
| Nancray-sur-Rimarde   | 576 (2013)     | 11,58      | 50 Einw./km²       | 45220      | 45340        |
| Nibelle               | 1118 (2013)    | 27,18      | 41 Einw./km²       | 45228      | 45340        |
| Saint-Loup-des-Vignes | 421 (2013)     | 8,86       | 48 Einw./km²       | 45288      | 45340        |
| Saint-Michel          | 126 (2013)     | 5,14       | 25 Einw./km²       | 45294      | 45340        |